# Robert Bajruši
Robert Bajruši (Rijeka, 18. siječnja 1967.), novinar i publicist. 

## Životopis
Rodio se u Rijeci, ali od djetinjstva živi u Zagrebu, gdje je diplomirao na Studiju za socijalni rad. Novinarstvom se počeo baviti 1984. u Poletu, a kasnije je pisao u Studentskom listu, Startu i na Radiju 101. Za vrijeme rata radio je u tjedniku Slobodna Hrvatska. U ljeto 1992. prešao je u zagrebačko dopisništvo Slobodne Dalmacije, a od 1998. je zaposlen u tjedniku Nacional, kao novinar i urednik. Za otkriće kako su tajne službe po direktivi Franje Tuđmana pomogle NK Croatiji u osvajanju nogometnog prvenstva 1998/99., Bajruši i Ivo Pukanić dobili su nagradu Hrvatskog novinarskog društva kao najbolji investigativni novinari u Republici Hrvatskoj. Kratko vrijeme 2012., bio je glavni urednik Nacionala, nakon čega prelazi u Jutarnji list, kao novinar i politički komentator. 

## Nagrade
HND-ova Nagrada Marija Jurić-Zagorka – za tisak 1999. (zajedno s Ivom Pukanićem)